# Barbara Witow
Barbara Witow (* 20. April 1944 in Leipzig) ist eine deutsche Schauspielerin bei Bühne, Film und Fernsehen und eine Synchronsprecherin.

## Leben und Wirken
Die gebürtige Leipzigerin erhielt ihre Schauspielausbildung in München und ging anschließend an Bühnen in Ingolstadt, Koblenz, Bern, Bad Kreuznach und München. Danach band sie sich nicht mehr fest an ein Ensemble, sondern war freiberuflich tätig. Nebenbei nahm sie Hörfunkrollen an, veranstaltete Lesungen und war bis in die 2010er Jahre intensiv als Synchronsprecherin aktiv.
Nahezu zeitgleich zu ihrem Bühnenstart trat Barbara Witow auch vor Fernsehkameras. Dort spielte sie in rund einem Dutzend Jahren eine Fülle von kleinen bis mittelgroßen Nebenrollen in Einzelproduktionen, in Serien war sie kaum aktiv. Bereits 1975 endete ihre wenig Aufsehen erregende Fernsehlaufbahn. Barbara Witow hat aus einer Ehe einen Sohn.

## Filmografie
- 1963: Die Entscheidung (TV)
- 1964: Samstag, Sonntag, Montag (TV)
- 1964: Junger Herr für Jenny (TV)
- 1964: Stunden der Angst (TV)
- 1966: Das Tempelchen (TV)
- 1967: Wie verbringe ich meinen Sonntag? (TV)
- 1967: Jungfrau aus zweiter Hand
- 1968: Lebeck (TV)
- 1968: Ein Abschiedsbrief (TV)
- 1970: Eine Rose für Jane (TV)
- 1974: Der Macher oder Warten auf Godeau (TV)
- 1975: Krempoli – Ein Platz für wilde Kinder (TV-Serie, eine Folge)

## Hörspiele (Autorin und Sprecherin)
- 1975: Peter Scholz, Christian Mika: Tod eines Physikers – Komposition und Regie: Friedrich Scholz
- 1975: Werner Geifrig, Barbara Witow: Bravo, Girl! - Regie: Klaus Mehrländer
- 1977: Jack Pearl: Die Bombe kam vom Weihnachtsmann – Bearbeitung und Regie: Lilian Westphal
- 1978: Henry Wogan: Jahrestag – Regie: Wolf Euba